# Xysticus gallicus
Xysticus gallicus är en spindelart som beskrevs av Simon 1875. Xysticus gallicus ingår i släktet Xysticus och familjen krabbspindlar. Utöver nominatformen finns också underarten X. g. batumiensis.